# Cindy Cheung
Cindy Cheung (27 gennaio 1970) è un'attrice statunitense di origine cinese.
È un membro fondatore del Mr. Miyagi's Theatre Company e ha un MFA in recitazione dall'American Conservatory Theater di San Francisco. È maggiormente nota per aver interpretato il ruolo di Young-Soon Choi in Lady in the Water ed Elaine Cheng in Children of Invention.
Cheung ha debuttato il suo spettacolo teatrale Speak Up Connie, diretto da BD Wong, nel gennaio 2012.

## Filmografia

### Cinema
- Robot Stories, regia di Greg Pak (2003)
- Spider-Man 2, regia di Sam Raimi (2004)
- Red Doors, regia di Georgia Lee (2005)
- East Broadway, regia di Fay Ann Lee (2006)
- Lady in the Water, regia di M. Night Shyamalan (2006)
- Children of Invention, regia di Tze Chun (2009)
- Il bambino che è in me - Obvious Child, regia di Gillian Robespierre (2014)
- Mistress America, regia di Noah Baumbach (2015)
- Wolves, regia di Bart Freundlich (2016)
- The Light of the Moon, regia di Jessica M. Thompson (2016)

### Televisione
- Seinfeld - serie TV, episodio 7x01 (1995)
- Sex and the City – serie TV, episodio 6x16 (2004)
- Jonny Zero - serie TV, 3 episodi (2005)
- July Reno, Bounty Hunter - serie TV, episodio 1x01 (2006)
- Law & Order: Criminal Intent - serie TV, 2 episodi (2005-2006)
- Law & Order - Unità vittime speciali (Law & Order: Special Victims Unit) - serie TV, episodio 9x14 (2008)
- Fringe - serie Tv, episodio 1x07 (2008)
- Law & Order - I due volti della giustizia (Law & Order) - serie TV, episodio 19x16 (2009)
- Una vita da vivere (One Life to Live) - serie TV, 4 episodi (2009)
- White Collar - Fascino criminale (White Collar) - serie TV, episodio 1x10 (2010)
- Bored to Death - Investigatore per noia (Bored to Death) - serie TV, episodio 3x02 (2011)
- Made in Jersey - serie TV, episodio 1x06 (2012)
- Homeland - Caccia alla spia (Homeland - serie TV, episodio 3x08 (2013)
- Futurestates - serie TV, 1 episodio (2014)
- Blue Bloods - serie TV, 3 episodi (2013-2015)
- Nurse Jackie - Terapia d'urto (Nurse Jackie) - serie TV, episodio 7x03 (2015)
- Film School Shorts - serie TV, episodio 3x02 (2015)
- The Affair - serie TV, episodio 2x01 (2015)
- Elementary - serie TV, episodio 4x09 (2016)
- Madam Secretary - serie TV, episodio 2x15 (2016)
- House of Cards - Gli intrighi del potere (House of Cards) - serie TV, episodio 4x06 (2016)
- Falling Water - serie TV (2016)
- New Amsterdam - serie TV, episodio 1x02 (2018)
- FBI – serie TV, episodio 3x01 (2020)
- Bull - serie TV, episodio 6x19 (2022)

### Cortometraggi
- Speed for Thespians, regia di Kalman Apple (2000)
- Kung Fu Granny, regia di Myra Sito Velasquez (2008)
- Room #11, regia di ManSee Kong (2011)
- The Potential Wives of Norman Mao, regia di Derek Nguyen (2011)
- The Problem of Gravity, regia di Trevor Zhou (2012)
- So You've Grown Attached, regia di Kate Tsang (2014)
- Before the Bomb, regia di Tannaz Hazemi (2015)

## Doppiatrici Italiane
Nelle versioni in italiano delle opere in cui ha recitato, Cindy Cheung è stata doppiata da:
- Giuppy Izzo in Mistress America, Dying For Sex
- Germana Pasquero in Law & Order - Criminal Intent
- Tatiana Dessi in Lady in the Water
- Giò Giò Rapattoni in Law & Order - Unità vittime speciali
- Sabine Cerullo in Bull
- Emilia Costa in Love in Taipei